# Redeșteptarea națională a bulgarilor
Naționalismul bulgar, ce a dus la o redeșteptare națională a bulgarilor, a apărut în secolul al XIX-lea sub influența ideilor occidentale cum ar fi liberalismul și naționalismul adus în țară după Revoluția Franceză, influență venită în cea mai mare parte din Grecia, deși au existat frămîntări în secolul al XVIII-lea. Rusia, ca un stat coleg slav și ortodox, ar putea apela la bulgari într-un mod care Austria ar fi putut. Tratatul de la Küçük Kainargi din 1774 a acordat Rusiei dreptul să se amestece în treburile otomane pentru a proteja subiecții balcanici creștini.

## Context
Redeșteptarea națională bulgară a început cu lucrările Sfântului Paisie de la Hilandar, care s-a opus dominației religioase și culturale grecești din Bulgaria. Lucrarea sa Istoriya Slavyanobolgarskaya (Istoria slavo-bulgară), care a apărut în 1762, a fost una din primele lucrări de istoriografie bulgară. Urmașul său, Sfântul Sofronie de la Vrața, a început lupta pentru o biserică bulgară independentă.
Mișcarea a fost prima la nivel național pentru iluminare. Bulgarii culți au început să finanțeze construirea de școli în Bulgaria. În ciuda rezistenței otomane, bulgarii au fondat propriile lor școli și au început publicarea manualelor. Revolta grecilor împotriva turcilor în 1821 a influențat, de asemenea, o nenumeroasă clasă bulgară educată. Dar influența greacă a fost limitată de resentimentul bulgar față de controlul general grec al Bisericii Ortodoxe Bulgare. Acest resentiment ținea de lupta de a revigora o biserică independentă bulgară, care a trezit primul sentimentul naționalist bulgar. Atunci când unii bulgari au amenințat să renunțe la Biserica Ortodoxă cu totul și să formeze o biserică unită bulgară loială Romei, Rusia a intervenit cu Sultan. În 1870, un exarhat bulgar a fost creat printr-un decret al sultanului, și Antim I a devenit lider natural al națiunii în curs de dezvoltare. Patriarhul Constantinopolului a răspuns prin excomunicarea lui Antim I, care a întărit voința pentru independență.
O altă sursă de renaștere națională bulgară a fost viziunea romantic naționalistă a unui popor care avea puternice tradiții orale și obiceiuri. Aceste idei au fost stimulate de activitatea lui Johann Gottfried Herder, în special, și a fost consolidată de către ruși și de către modelul naționalismului sârb sub imboldul de savant-publiciști, cum ar fi Vuk Karadžić. În Bulgaria, savantul și editor de ziar Liuben Karavelov a jucat un rol important în colectarea și publicarea de tradiții orale, și comparându-le cu tradițiile altor popoare slave.
"Cei patru lideri" în lupta pentru independența Bulgariei au fost Georgi Rakovski, Vasil Levski, Liuben Karavelov, și Hristo Botev. Rakovski a conceput un prim plan pentru independența Bulgariei, dar a murit înainte de a putea pune planul în acțiune. Levski, Karavelov și Botev au format Comitetul Central revoluționar bulgar, prima organizație independentă reală, cu un plan clar pentru revoluție. Dar Levski a fost ucis în 1873, și comisiile din interiorul Bulgariei s-au dizolvat. O dispută între Karavelov și Botev a condus la sfârșitul organizației.

## Răscoala din Aprilie
În aprilie 1876, bulgarii s-au revoltat organizând răscoala din aprilie. Ea a fost organizată de către Comitetul Central Revoluționar Bulgar, și a fost inspirat de insurecția din Bosnia și Herțegovina în anul precedent. Revolta a fost în mare parte limitată la regiunea Plovdiv, Macedonia, precum și la Sliven. Revolta a fost zdrobită brutal de către otomani, care au adus trupele neregulate otomane din afara zonei. Multe sate au fost jefuite și aproximativ douăsprezece mii de oameni au fost masacrați, majoritatea lor în orașele insurgente Batak, Perushtitza și Bratzigovo și în zona Plovdivului. Masacrele au stârnit o reacție publică de amploare condusă de liberalii europeni, cum ar fi William Ewart Gladstone, care a lansat o campanie vizavi de "ororile bulgare". Campania a fost susținută de un număr de intelectuali europeni și personalități publice, cum ar fi Charles Darwin, Oscar Wilde, Victor Hugo și Giuseppe Garibaldi.

## Conferința din Constantinopol
Cea mai puternică reacție, însă, a venit de la Rusia. Protestele enorme publice pe care Răscoala din Aprilie le-a cauzat în Europa, au dat rușilor o șansa mult așteptată să realizeze obiectivele lor  pe termen lung cu privire la Imperiul Otoman. Eforturile ruse, care s-au concentrat pe încălcarea diferențelor și unele contradicții dintre Rusia și Marile Puteri, au dus în cele din urmă la Conferința de la Constantinopol care a avut loc în decembrie 1876 - ianuarie 1877, în capitala otomană. La conferință au participat delegați din Rusia, Marea Britanie, Franța, Austro-Ungaria, Germania și Italia care trebuia să aducă o soluționare pașnică și durabilă a problemei bulgare.
Rusia insistă în ultimul moment la includerea tuturor ținuturilor bulgărești din Macedonia, Moesia, Tracia și Dobrogea în statul viitor bulgar. Întrucât Marea Britanie, de teamă că o Bulgarie mare ar fi o amenințare la adresa intereselor britanice în Balcani,ei au favorizat un mai mic principat bulgar la nord de Munții Balcani. Delegații au dat în cele din urmă acordul lor într-o variantă de compromis, care a exclus sudul Macedoniei și Traciei, Bulgaria și-a negat accesul la Marea Egee, dar încorporate altfel toate celelalte regiuni din Imperiul otoman locuite de bulgari. La ultimul minut, cu toate acestea, turcii au respins planul, cu sprijinul secret al Marii Britanii. Însă vor aproba ideea britanică după războiul ruso-româno-turc.

## Războiul Ruso-Turc
Având reputația sa în joc, Rusia nu a avut altă alegere decât să declare război turcilor în aprilie 1877. Armata română și un contingent mic de exilați bulgari, au luptat alături de ruși. Rușii și românii au reușit să înfrîngă otomanii în bătălia de la Shipka Pass și la Plevna, și, prin ianuarie 1878, au ocupat o mare parte din Bulgaria. Ei au avut, astfel, posibilitatea de a dicta termenii către sultan, și în Tratatul de la San Stefano au propus crearea unui mare stat bulgar, cuprinzând aproape toate terenurile populate de bulgari. Sultanul era în măsură să reziste, dar celelalte puteri nu erau dispuse să permită dezmembrarea Imperiului Otoman sau crearea unui mare stat pro-rus din Balcani.

## Tratatul de la Berlin
Ca rezultat, Tratatul de la Berlin, organizat sub supravegherea lui Otto von Bismarck al Germaniei și Benjamin Disraeli a Marii Britanii, au revizuit tratatul anterior, și au redus statul bulgar propus. O mare parte din teritoriile bulgare au fost returnate Imperiului (o parte din Tracia și Macedonia), în timp ce altele au fost date Serbiei și României.
Principatul Bulgariei a fost creat, între Dunăre și Stara Planina, cu sediul la vechea capitală bulgară, Veliko Tarnovo, și a inclus Sofia. Acest stat a fost sub suveranitate otomană nominal, dar a fost să fie condus de un principe ales de un congres notabilil bulgar aprobat de către Marile Puteri. Ele au insistat asupra faptului că prințul nu ar putea fi un rus, ci într-un compromis prințul Alexandru de Battenberg, un nepot al țarului Alexandru al II-lea, a fost ales.
Între Stara Planina și linia Rangelui Rodopi, care rulează aproximativ 50 de km nord de frontiera dintre Bulgaria și Grecia modernă, provincia autonomă Rumelia de Est a fost creată. Cu capitala la Plovdiv, a fost sub suveranitate otomană, dar reglementat printr-un guvernator creștin numit de sultan, cu aprobarea Marilor Puteri. Acest teritoriu hibrid a fost reglementat de către Alexander Bogoridi pentru cea mai mare parte existenței sale scurte.